# کیرانو
کیرانو (به لاتین: Kirano) یک منطقهٔ مسکونی در ماداگاسکار است که در ناحیه آمبالاوائو واقع شده‌است. کیرانو ۱۳٬۰۰۰ نفر جمعیت دارد و ۱٬۱۰۴ متر بالاتر از سطح دریا واقع شده‌است.